# SBS 파워 스포츠
《SBS 파워 스포츠》(SBS POWER SPORTS)는 SBS TV에서 매주 평일 오전 7시 30분에 방송 중인 모닝와이드 1, 2부 코너인 아침 스포츠 뉴스 프로그램이다.

## 방송 시간
- 현재 방송 시간은 2021년 10월 4일부터 기준으로 한다.

| 방송 채널 | 방송 기간                         | 방송 시간                                       |
| --------- | --------------------------------- | ----------------------------------------------- |
| SBS TV    | 2011년 3월 21일 ~ 2016년 8월 6일  | 월요일 ~ 토요일 아침 6시 15분 ~ 6시 25분 (10분) |
| SBS TV    | 2016년 8월 22일 ~ 2017년 2월 14일 | 평일 아침 6시 15분 ~ 6시 25분 (10분)            |
| SBS TV    | 2017년 2월 15일 ~ 2018년 6월 8일  | 평일 아침 7시 20분 ~ 7시 30분 (10분)            |
| SBS TV    | 2018년 6월 11일 ~ 2019년 5월 17일 | 평일 아침 7시 30분 ~ 7시 40분 (10분)            |
| SBS TV    | 2021년 10월 4일 ~ 현재            | 평일 아침 7시 30분 ~ 7시 40분 (10분)            |
| SBS TV    | 2019년 5월 20일 ~ 2021년 10월 1일 | 평일 아침 7시 25분 ~ 7시 35분 (10분)            |

## 앵커
- 현재 앵커는 2024년 9월 30일부터를 기준으로 한다.

### 평일
| 대수 | 진행자                        | 진행 기간                          | 비고  |
| ---- | ----------------------------- | ---------------------------------- | ----- |
| 1대  | 정희돈 스포츠부 기자          | 2011년 3월 21일 ~ 일자 미상        |       |
| 2대  | 주영민 스포츠부장             | 일자 미상 ~ 일자 미상              |       |
| 3대  | 김영성 스포츠부 부국장급 기자 | 일자 미상 ~ 일자 미상              |       |
| 4대  | 서대원 스포츠부 기자          | 일자 미상 ~ 2014년 7월 20일        |       |
| 5대  | 이성훈 사회부 기자            | 2014년 7월 21일 ~ 2014년 10월 12일 |       |
| 6대  | 한지연 사회부 기자            | 2014년 10월 13일 ~ 2017년 2월 14일 |       |
| 7대  | 박가영 프리랜서 아나운서      | 2017년 2월 15일 ~ 2017년 3월 26일  |       |
| 8대  | 이인권 아나운서               | 2017년 3월 27일 ~ 2018년 3월 31일  |       |
| 9대  | 김윤상 아나운서               | 2018년 4월 1일 ~ 2019년 1월 20일   |       |
| 10대 | 이인권 아나운서               | 2019년 1월 21일 ~ 2020년 8월 30일  | [ 3 ] |
| 11대 | 김수민 前 아나운서            | 2020년 8월 31일 ~ 2021년 4월 30일  | [ 4 ] |
| 12대 | 박가영 프리랜서 아나운서      | 2021년 5월 1일 ~ 2024년 9월 29일   | [ 5 ] |
| 13대 | 김예솔 리포터                 | 2024년 9월 30일 ~ 현재             |       |

### 주말
| 대수 | 진행자                        | 진행 기간                          | 비고 |
| ---- | ----------------------------- | ---------------------------------- | ---- |
| 1대  | 한종희 前 스포츠부 기자       | 2011년 3월 26일 ~ 2015년 10월 25일 |      |
| 2대  | 권종오 스포츠부 부국장급 기자 | 2015년 10월 31일 ~ 2016년 8월 21일 |      |

## 타이틀 변천사
- 현재 타이틀은 2016년 8월 22일부터를 기준으로 한다.

| 기수 | 프로그램 타이틀                 | 방송 기간                          |
| ---- | ------------------------------- | ---------------------------------- |
| 1기  | SBS 파워 스포츠                 | 2004년 10월 11일 ~ 2011년 3월 20일 |
| 2기  | SBS 파워 스포츠 스포츠 인사이드 | 2011년 3월 21일 ~ 2014년 7월 20일  |
| 3기  | 스포츠 인사이드 SBS 파워 스포츠 | 2014년 7월 21일 ~ 2014년 10월 12일 |
| 4기  | SBS 파워 스포츠                 | 2014년 10월 13일 ~ 2015년 1월 4일  |
| 5기  | SBS 파워 스포츠 스포츠 인사이드 | 2015년 1월 5일 ~ 2016년 8월 21일   |
| 5기  | SBS 파워 스포츠                 | 2016년 8월 22일 ~ 현재             |

## 결방
- 2016년 8월 9일 ~ 2016년 8월 19일 : 리우 2016 특집 및 2016년 하계 올림픽 중계방송으로 인한 결방
- 2018년 3월 12일 ~ 2018년 4월 9일 : 봄 개편에 따른 재정비로 인한 결방

## 같이 보기
- SBS 모닝와이드